# Sínfisis mandibular
En anatomía humana, la superficie externa de la mandíbula está marcada en la línea mediana por una cresta leve, que indica la sínfisis mandibular (symphysis menti), o línea de unión de las dos piezas que componen el hueso en el primer periodo de la vida. No es una verdadera sínfisis, puesto que no hay tejido cartilaginoso entre los dos lados de la mandíbula. Esta carena se divide por debajo y cierra una eminencia triangular, la protuberancia mentoniana, la base de la cual está deprimida en el centro, pero se levanta al otro lado para formar el tubérculo mentoniano, rasgo distintivo del Homo sapiens.

## Otros animales

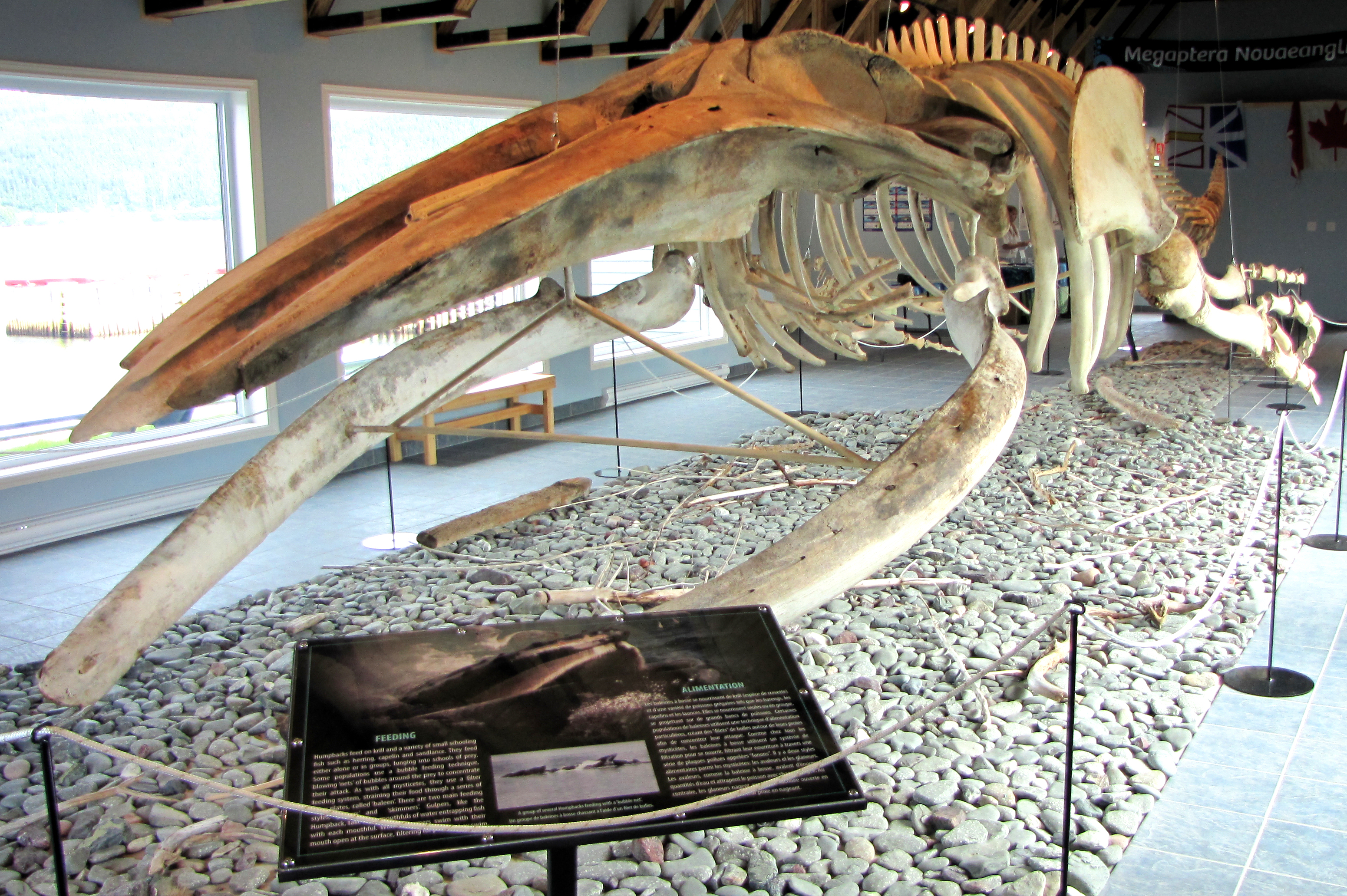
Esqueleto que muestra la sínfisis en la ballena

Cuando una ballena del suborden Mysticeti se alimenta por filtración, puede expandir su cavidad oral para acomodar cantidades de agua enormes. Esto resulta posible gracias principalmente a la elasticidad de su sínfisis. Esta mandíbula flexible no se presenta en las ballenas arcaicas como Archaeoceti.